# Burmannia itoana
Burmannia itoana ist eine Pflanzenart aus der Familie der Burmanniaceae. Sie ist beheimatet in China und Teilen Japans.

## Beschreibung
Burmannia itoana ist eine ausdauernde, blattgrünlose, durchgehend blass bläuliche, unverzweigt bis selten verzweigt, der Stängel dick fadenförmig wachsende krautige Pflanze, die eine Wuchshöhe von 5 bis 15 Zentimeter zur Blütezeit erreicht. Sie ist mykotroph. Ein Rhizom ist entweder von zylindrischer Gestalt, kriechend oder nicht vorhanden, die wenigen Wurzeln sind verdickt und kurz. Die Blätter sind 2,3 bis 3,3 Millimeter lang. Sie fehlen am Ansatz und kommen nur vereinzelt am Stängel vor, dort sind sie schuppenartig, eiförmig-lanzettlich, spitz zulaufend und eng anliegend.
Der Blütenstand ist ein- oder zwei- bis dreiblütig. Die aufrechten, mit rund 2,5 Millimetern Länge kurz gestielten Blüten sind 8 bis 11 Millimeter lang und kleistogam. Die Blütenröhre ist zylindrisch-dreiwinklig und 3,5 bis 5,5 Millimeter lang, die 1,1 bis 2,1 Millimeter breiten Flügel sind halbiert keilförmig und verlaufen vom Ansatz der äußeren Blütenlappen bis mittig oder unterhalb des Ansatzes des Fruchtknotens. Die äußeren Blütenlappen sind 1,5 bis 2 Millimeter lang, eiförmig-dreieckig, aufrecht, fleischig, verdickt und mit einem zugespitzten äußeren Ende, die inneren kreisförmig und sehr klein. Die Staubfäden sind ungestielt und setzen im Blütenschlund genau unterhalb der inneren Blütenlappen an, das Konnektiv ist verdickt "T"-förmig und weist zwei dicke, seitliche Arme auf, die die Thecae tragen, ein Sporn fehlt. Der Griffel ist so lang wie die Blütenröhre und dick fadenförmig, an seinem Ende stehen die drei annähernd ungestielten Narben.
Die Fruchtknoten sind annähernd kugelförmig und 2 bis 3,7 Millimeter lang. Die annähernd kugelförmige, 2,5 bis 4,5 Millimeter lange Kapsel öffnet sich entlang von Querschlitzen. Die Samen sind zahlreich, gelb und elliptisch.

## Verbreitung
Burmannia itoana ist beheimatet im südlichen China, in Taiwan und den japanischen Ryukyu-Inseln in Höhenlagen zwischen 300 und 1200 Meter. Sie findet sich in dichten immergrünen Wäldern meist in Tälern oder nahe Fließgewässern auf feuchtem, humosem Boden.

## Systematik
Die Art wurde 1913 von Tomitaro Makino erstbeschrieben.